# Tori-Cada
Tori-Cada ist eine Stadt und ein Arrondissement im Departement Atlantique in Benin. Es ist eine Verwaltungseinheit, die der Gerichtsbarkeit der Kommune Tori-Bossito untersteht.

## Demografie und Verwaltung
Gemäß der Volkszählung 2013 des beninischen Statistikamtes INSAE hatte das Arrondissement 15.729 Einwohner, davon waren 7839 männlich und 7890 weiblich.
Von den 58 Dörfern und Quartieren der Kommune Tori-Bossito entfallen 15 auf Tori-Cada:
1. Adjahassa
2. Anavié
3. Dohinonko
4. Dokanmè
5. Gbégoudo
6. Gbétaga
7. Gbohouè
8. Hêtin-Yénawa
9. Houédaga
10. Lokossa
11. Sogbé
12. Soklogbo
13. Tori-Cada Centre
14. Zèbè
15. Zoungoudo